# A Double-Dyed Deceiver
A Double-Dyed Deceiver er en amerikansk stumfilm fra 1920 af Alfred E. Green.

## Medvirkende
- Jack Pickford
- Marie Dunn som Estella
- James Neill som Urique
- Edythe Chapman
- Sidney Ainsworth
- Manuel R. Ojeda